# 木原音瀬
木原 音瀬（このはら なりせ、10月27日 - ）は、日本の小説家。高知県出身。

## 経歴・人物
海沿いの町に生まれる。高校時代、漫画研究会に所属した。会社勤めの経験がある。『モンテ・クリスト伯』を愛読書とする。1995年、「眠る兎」で商業誌デビュー。代表作は『美しいこと』など。主にBL作品を手掛ける。近年では『小説すばる』(集英社）や『小説現代』（講談社）などの一般誌での執筆も増加している。
小説家ユニット「Unit Vanilla」のメンバー。同人活動の際には酷原音瀬という名義を使用する場合もある。小説を書き始めたのは12歳頃で、普通の恋愛小説を書いていた。BLについては最初「そういう愛もあるんだな」程度にしか思っていなかったが、18歳のとき読んだ『JUNE』誌で急速に認知していった。ホリーノベルズ（蒼竜社）は、ある時期に木原専用のレーベルという様相を呈していたが、実際には刊行当時、木原しか執筆者が存在しなかったためであろう。

## 作品リスト
※印＝新装版

### アイスノベルズ
- 恋愛時間（1997年 イラスト:やまかみ梨由）
- LOOP（1999年 イラスト:高宮東）
- 情熱の温度(1999年 イラスト:山田ユギ)
- プレイス(1999年 イラスト:館野とお子)
- さようなら、と君は手を振った(2000年 イラスト:深井結己)
- 甘い生活(2001年 イラスト:石原理)
- HOME(2003年 イラスト:藤田貴美)

### アイス文庫
- 恋愛時間(2002年 イラスト:紺野キタ)※
- 情熱の温度(2003年 イラスト:深井結己)※
- LOOP(2003年 イラスト:藤田貴美)※

### 講談社
- 箱の中(2012年文庫 表紙:非)※
- 美しいこと(2013年文庫 表紙:mieze)※
- 秘密(2013年文庫 表紙:たえ)※
- 嫌な奴
- 罪の名前（2018年）　「罪と罰」「消える」「虫食い」「ミーナ」所収
- コゴロシムラ（2022年文庫　表紙：中村明日美子）

### 新書館
- パラスティック・ソウル ~はじまりの章~(2012年 イラスト:カズアキ)
- パラスティック・ソウル ~おわりの章~ (2012年)
- 是-ZE-ファンブック　「記憶」という公式二次創作のような短編を掲載

### ビーボーイノベルズ

#### ビブロス
- セカンド・セレナーデ(1996年 イラスト:ポリアンナ弥七)
- 嫌な奴(1998年 イラスト:国枝彩香)
- センチメンタル・フレンド(1998年 イラスト:鳥人ヒロミ)
- こどもの瞳(1999年 イラスト:果桃なばこ)
- WEED(1999年 イラスト:金ひかる)

FLOWER(1999年)
POLLINATION(2000年)
- 黄色いダイヤモンド(2000年 イラスト:門地かおり)
- 片思い(2001年 イラスト:桑原祐子)

あの人(2001年)
- B.L.T(2002年 イラスト:稲荷家房之介)
- 眠る兎(2002年 イラスト:西崎祥)
- COLD SLEEP(2003年 イラスト:祭河ななを)

COLD LIGHT(2004年)
COLD FEVER(2004年)
- Don't Worry Mama(2005年 イラスト:志水ゆき)

脱がない男 上(2005年)
脱がない男 下(2005年)
- セカンド・セレナーデ full complete version(2005年 イラスト:北畠あけ乃)※

#### リブレ出版
- Don't Worry Mama(2007年 イラスト:志水ゆき)※

脱がない男 上(2007年)※
脱がない男 下(2007年)※
男の花道(2012年)
- WEED(2007年 イラスト:金ひかる)※

FLOWER(2007年)※
POLLINATION(2007年)※
- 無罪世界(2007年 イラスト:よしながふみ)
- 薔薇色の人生(2008年 イラスト:ヤマシタトモコ)
- COLD SLEEP(2009年 イラスト:祭河ななを)※

COLD LIGHT(2009年)※
COLD FEVER(2009年)※
COLD HEART in TOKYO（2014年7月10日　スピンオフ　イラスト:麻生ミツ晃）
COLD HEART in NEWYORK（2014年8月19日）
- 月に笑う 上(2009年 イラスト:梨とりこ)

月に笑う 下(2009年)
- セカンド・セレナーデ full complete version(2010年 イラスト:北畠あけ乃)※
- B.L.T(2010年 イラスト:元ハルコ)※
- 深呼吸(2011年 イラスト：あじみね朔生)
- 片思い(2013年 イラスト:伊東七つ生)※
- 期限切れの初恋（2013年7月19日 イラスト:糸井のぞ）
- MUNDANE HURT（2016年 イラスト:井戸ぎほう）
- 鈍色の華（2017年 イラスト:ZAKK）

### ビープリンス文庫
- FRAGILE(2008年 イラスト:高緒拾)

### ホリーノベルズ
レーベル終了により絶版　
- 「箱の中」「美しいこと」「秘密」は講談社文庫版あり
- 「吸血鬼と愉快な仲間たち」シリーズは集英社文庫より刊行中

その他の作品は電子出版社「のはらの星」社より当時の特典SS、同人誌番外編なども録した完全版にて順次電子化中
- Rose garden 1(2005年 イラスト:禾田みちる)

Rose garden 2(2005年)
- あいの、うた(2005年 イラスト:宮本佳野)
- 箱の中(2006年 イラスト:草間さかえ)

檻の外(2006年)
- 恋について(2006年 イラスト:大竹とも）
- リベット(2006年 イラスト:藤田貴美)
- 吸血鬼と愉快な仲間たち(2006年 イラスト:下村富美)

吸血鬼と愉快な仲間たち2(2007年)
吸血鬼と愉快な仲間たち3(2008年)
吸血鬼と愉快な仲間たち4(2009年)
吸血鬼と愉快な仲間たち5(2011年)
- WELL(2007年 イラスト:藤田貴美)
- 秘密(2007年 イラスト:茶屋町勝呂)
- 牛泥棒(2007年 イラスト:依田沙江美)
- ergo vol.1(2007年 表紙:草間さかえ プラザMOOK Holly COMIX)

ergo vol.2(2007年)
ergo vol.3(2008年)
ergo vol.4(2008年)
ergo vol.5(2008年)
- 美しいこと 上(2007年 イラスト:日高ショーコ)

美しいこと 下(2008年)
- NOW HERE(2008年 イラスト:鈴木ツタ)
- さようなら、と君は手を振った(2008年 イラスト:深井結己)※
- 夜をわたる月の船(2009年 イラスト:日高ショーコ)
- place プレイス(2011年 イラスト：和)※
- リバーズエンド(2012年 イラスト：小椋ムク)
- Holly mix（2013年 イラスト：小椋ムク　リバーズエンド続編。四人の作家による商業誌番外編集）
- LOVE&CATCH（2016年 イラスト：彩景でりこ）

### ルチル文庫
- こどもの瞳(2005年 イラスト:街子マドカ)※
- 眠る兎(2009年 イラスト:車折まゆ)※

### 集英社
- ラブセメタリー(2017年　イラスト：非)　「ラブセメタリー」「あのおじさんのこと」「僕のライフ」所収
- 捜し物屋まやま(2019年　文庫　イラスト：穂積）
- ラブセメタリー(2020年　文庫）
- 捜し物屋まやま２(2021年　文庫）
- 捜し物屋まやま３（完結）(2023年　文庫）
- 吸血鬼と愉快な仲間たち(2023 年　文庫　イラスト：下村富美）「こうもりと噂話」書き下ろしショート収録※
- 吸血鬼と愉快な仲間たち２(2023年　文庫）「吸血鬼とお買い物」書き下ろしショート収録※
- 吸血鬼と愉快な仲間たち３(2023年　文庫）「恋とラーメン」書き下ろしショート収録※
- 吸血鬼と愉快な仲間たち４(2024年　文庫）「パパとボディガード」書き下ろしショート収録※
- 吸血鬼と愉快な仲間たち　bitterness of youth(2024年　文庫）「友達とライスボール」書き下ろしショート収録※

蒼竜社ノベルズ５巻の「吸血鬼と愉快な仲間たち　番外編」

### 海王社
- 熱砂と月のマジュヌーン（2013年9月19日 イラスト:笠井あゆみ）

## 単行本未収録作品
（）内の名前はイラストレーター。

### 小説
- レザナンス（石原理 『ZERO』24号 1999年 ビブロス）
- 青春狂走曲（前編後編（影木栄貴）『小説ビーボーイ』2000年10,11月号 ビブロス）
- TRUE LOVE（2001年2月 サカモトヒサシ）小説ビーボーイ:ビブロス）
- CURSE（2002年8月 藤川桐子 小説ビーボーイ:ビブロス）
- 恋の片道切符（2003年10月 麻生海 小説ビーボーイ:ビブロス）
- ハッピーライフ（2004年4月 片岡ケイト 小説ビーボーイ:ビブロス）
- すすきのはら（2006年9月『箱の中』続編草間さかえ 小冊子：蒼竜社)
- FRAGILE 視線  (2008年5月 高緒拾 小説ビーボーイ：リブレ出版）小冊子SS
- 愛する人は誰ですか （2009年03月 腰乃 小冊子：リブレ出版）
- 作家生活15周年記念　Narise Garden SPECIAL（2012年06月『深呼吸』続編あじみね朔生 小冊子：リブレ出版）
- だってあのこ、ばかだもの（2011年夏 古張乃莉 ピュア百合アンソロジー ひらり、：新書館）
- COLDシリーズ (2012年9月 小説ビーボーイ：リブレ出版) SS
- うつる（2013年7月ゆき林檎 小説ビーボーイ:リブレ出版）
- 大人の玩具 (2013年9月 永井三郎 エロとじ 艶：リブレ出版)
- 小説ディアプラス創刊50号記念 書き下ろしプチ文庫 合同誌（2013年10月10日）
- パラスティック・ソウル （last highbillua 小冊子：新書館）)
- endless distiny （2013年10月『パラスティック・ソウル』スピンオフカズアキ 小説Dear＋：新書館）
- 愛の結晶 (『小説現代』2016年6月号 講談社)
  - アンソロジー『黒い結婚白い結婚』(2017年3月、講談社)に収録された。
- リサイクル（『小説すばる』2017年10月号 集英社）
- 断 （平庫ワカ 『S-Fマガジン』2022年4月号 早川書房）
- 考察 （夜久かおり 『小説現代』2022年5・6月合併号）
- リンク（『文藝』2024年秋季号）

### エッセイなど
- となりの801ちゃん3 限定版付小冊子（小島アジコ 2008年7月25日 大宙出版）
- 『小説トリッパー』（2013年夏季号 朝日新聞出版）掲載
- 『群像』（2013年4月号 講談社）掲載
- 「いつまでも終わらない創作の遊び」『別冊文藝春秋』2021年11月号

### インタビュー
- 活字倶楽部 （2008年 夏号 雑草社）掲載
- ユリイカ 特集＊BLオン・ザ・ラン! 2012年 12月1日 青土社）掲載

## コミカライズ
- 『ergo~木原音瀬セレクション~』 vol.1 - 5(連載後単行本出版 蒼竜社)

恋について(2009年 大竹とも)
リベット(2009年 天野瑰)
ROSE GARDEN(2009年 禾田みちる)
さようなら、と君は手を振った(2009年 深井結己)
The end of youth〜あいの、うた〜(2009年 宮本佳野)
- キャッスル・マンゴー 全2巻(2009 - 2012年 小椋ムク： 東京漫画社)
- COLD SLEEP(2009年 麻生ミツ晃　リブレ出版)
- COLD LIGHT(2014年7月10日 麻生ミツ晃　リブレ出版)
- 期限切れの初恋（2013年07月19日 糸井のぞ　リブレ出版）
- 吸血鬼と愉快な仲間たち 2巻（2016年~ 羅川真里茂　白泉社）

## 電子書籍
のはらの星社
- 美しいこと　（イラスト：日高ショーコ）
- 美しいこと　２　～愛しいこと～　（イラスト：日高ショーコ）
- 美しいこと　３　～愛すること～　後日譚小冊子(イラスト：日高ショーコ）
- Rose garden 完全版（イラスト:禾田みちる)後日譚小冊子収録
- WELL（イラスト:藤田貴美)　書き下ろしＳＳ収録
- 牛泥棒(イラスト:依田沙江美)後日譚小冊子収録
- さようなら、と君は手を振った(イラスト:深井結己)
- LOVE&CATCH（イラスト：彩景でりこ）同人誌後日譚収録
- 恋愛時間(イラスト:紺野キタ)

## ドラマCD
- WEED(2002年 ムービック)
- Don't Worry Mama(2006年 インターコミュニケーションズ)
- 吸血鬼と愉快な仲間たち(2008年 ランティス)

吸血鬼と愉快な仲間たち2(2009年)
- 牛泥棒(2008年 インターコミュニケーションズ)
- こどもの瞳(2008年 Atis collection)
- 美しいこと(2009年 インターコミュニケーションズ)

愛しいこと(2009年)
- NOW HERE(2009年 インターコミュニケーションズ)
- COLD SLEEP(2010年1月 マリン・エンタテインメント)

COLD LIGHT(2010年3月)
COLD FEVER(2010年5月)
LAST FEVER 四季(2010年5月 非売品ミニドラマCD)
- 薔薇色の人生(2011年1月 リブレ出版)
- キャッスルマンゴー(2011年8月 ムービック)
- セカンド・セレナーデ(2011年9月 モモアンドグレープスカンパニー|モモグレ)
- パラスティック・ソウル(2012年3月 新書館)

## 舞台DVD
- 美しいこと / (2010年9月 バードランドミュージックエンタテインメント)
- 美しいこと(再演2011)/ (2011年9月 バードランドミュージックエンタテインメント)

## Unit vanilla 名義（岩本薫、和泉桂、ひちわゆか、木原音瀬の共著）
【小説】
- 硝子の騎士 アーサーズ・ガーディアン (SHYノベルズ) (2008年09月27日)
- 密林の覇者 アーサーズ・ガーディアン (SHYノベルズ) (2008年10月28日)
- 胡蝶の誘惑 アーサーズ・ガーディアン (SHYノベルス) (2008年11月27日)
- 追憶の獅子 アーサーズ・ガーディアン (SHYノベルス)（ 2009年01月29日)
- SASRA〈1〉 (ビーボーイノベルズ　イラスト:円陣闇丸) (2007年07月19日)
- SASRA〈2〉 (ビーボーイノベルズ) (2007年07月19日)
- SASRA〈3〉 (ビーボーイノベルズ) (2007年08月17日)
- SASRA〈4〉 (ビーボーイノベルズ) (2007年08月17日)
- SASRA EX (2007年12月 全員サービス小冊子)

【漫画・作画・ヤマダサクラコ】
- 薔薇とライオン 1 (バーズコミックス ルチルコレクション) (2009年05月23日)
- 薔薇とライオン 2 (バーズコミックス ルチルコレクション) (2010年12月24日)

## 同人誌（自費出版）
サークルSTANDARDで活動中。Ｊガーデンに毎年出ている。

### 個人誌
- 花咲か(1992年4月15日STANDARD)
- ＣＨＡＮＧＥ　ＩＴ (1992年3月STANDARD)
- BLIZZARD (1992年3月STANDARD)
- DEEP INSIDE (1995年3月31日STANDARD)
- fly to the cloud (1996年5月6日STANDARD「BLIZZARD」「同窓会」「BLUE MOON」「帝王の夏」)
- このはら工房(1996年8月24日STANDARD無料配布情報号収録「わがまま」)
- 秋場Ｓｐｅｃｉａｌ、単行本が出た、おめでとう号 （1996年8月25日STANDARD無料配布情報誌)
- 嫌な奴 (1996年12月10日STANDARDノベライズ)
- Freedom Bird (1997年6月29日STANDARD)
- 情熱の温度(1998年5月5日STANDARDノベライズ)
- ｗａｉｔｉｎｇ　for　Ｓｕｍｍｅｒ(STANDARD無料配布情報誌　収録は「BEDSIDE STORY」)
- このはら工房(1999年8月15日STANDARD無料配布情報誌)
- OLD　LOVE　SONGS(1999年8月15日　STANDARD)
- ａｎｏｔｈｅｒ　ｓｌｏｗ(2000年5月7日STANDARD商業誌作品「プレイス」番外編　新装版placeに収録)
- このはら工房2000年版 (2000年STANDARD無料配布情報誌)
- Summer soldier(2001年8月12日STANDARD)
- KONOHARA FACTORY(2002年8月 STANDARDこのはら工房２００２　ガイドブック)
- DESSRT BOX (2002年8月10日STANDARD商業誌作品「Ｂ.Ｌ.Ｔ」番外編)
- COLD(2004年8月STANDARD商業誌作品「ＣＯＬＤ」シリーズ番外編)
- 脱がない男ＥＸ(2006年12月30日STANDARD商業誌作品「脱がない男」番外編)
- 男の花道( 2007年12月30日STANDARDノベライズされている)
- The drop of summer(2008年8月17日STANDARD商業誌作品「恋について」「12hours」「NOW HERE」の番外編集 )
- 月に笑う～惣一編～ 全8巻 (2010/03/14 STANDARD　お蔵入りストーリー)
- DEEP INSIDE（完全版）(STANDARD)
- セカンドセレナーデ(STANDARD)
- そしょくにっき (STANDARD)
- Broken egg(STANDARD)

#### 再録本
- TO GOD HANDS(1994年8月1日STANDARD「花咲か」・「CHANGE IT」・「ピーターと狼」・「花の宴」(商業誌収録))
- after45 (1995年8月27日STANDARD「TRUE LOVE」・「Green Green」(商業誌単行本収録)・「Dinner」・「レザナンス」(商業誌収録)・「或るグレイな恋の場合」)
- PAST STANDARD(1999年8月15日「ピーターと狼」「TRUE　LOVE」「或るグレイな恋の場合」「同窓会」「ONE　NIGHT」「わがまま」「BEDSIDESTORY」)
- ＣＯＭＰＬＥＴＥ(2005年8月15日STANDARD同人作品再録集　雑誌掲載作品「恋の片道切符」の別バージョン)
- ＣＯＭＰＬＥＴＥ　B (2006年8月13日STANDARD)
- ＣＯＭＰＬＥＴＥ　A (2006年8月13日STANDARD)
- COMPLETE C(2007年8月19日STANDARD商業作品(プレイス・COLDシリーズ・BLT)番外総集編)
- LOVE＆CATCH　(1＋2＋3 (2009/08/16 STANDARD　合同誌「オヤジルネッサンス1～3」から))

### 合同誌
- うつぼかずら(1991年12月後藤凛(木原音瀬)名前で漫画「ＡＮＧＥＬＩＮ」)
- HIS DAYLY LIFE (1992年1月STANDARD「帝王の夏」)
- ＷＡＶＥ(1993年5月2日 STANDARD「WAVE」・「WARS」・「HIS　NAME　IS･･･」)
- うつぼかずら全五巻(1996年8月25日STANDARD「四万十川」・「嫌な奴」三浦シリーズ)
- SKYBLUE＆HIROJINIMEROMERO(1998年1月18日STANDARDめ組の大吾、エレファントカシマシ)
- め組の荒(1997年8月24日STANDARD)
- ELEMENT(2000年8月13日STANDARD「ライン」「もうひとつのGREEN　GREEN」「another　SWEET」)
- soda fountain(2003年8月14日STANDARD「YORUWOWATARU TUKINOFUNE」)
- amuse bouche(2005年STANDARD「HOW HERE」ノベライズ)
- Oyajiromanesque全二巻(2006年1STANDARDオヤジをテーマにしたオリジナル小説合同誌)。
- 冷血 全二巻(2007年12月30日STANDARD熱砂と月のマジュヌーンとしてノベライズ)
- oyaji renaissance全三巻(2008年10月STANDARD)
- Pearl White (2009/10/25 STANDARD　木原音瀬・名倉和希・杉原理生の合同誌。テーマは「真珠」)
- Special Sweets (2010年08月15日 「canariensis」掲載作品番外編　Special Sweets制作委員会)
- canriensis (2010/08/15 宮崎県口蹄疫被害支援チャリティー合同誌)
- BAD END  (2013 STANDARD　木原音瀬 和泉桂　Ａmazonで購入可能)
- 半月 (2013　STANDARD　木原音瀬 水壬楓子　和泉桂の合同誌。テーマは「ふたなり」　Amazonで購入可能)